# Сантьяго Хоменченко
Сантьяго Дам'ян Хоменченко Б'янкі (ісп. Santiago Damián Homenchenko Bianchi; нар. 30 серпня 2003, Мерседес) — уругвайський футболіст, півзахисник клубу «Пеньяроль». На правах оренди грає за іспанський «Реал Ов'єдо».

## Клубна кар'єра
Народився 30 серпня 2003 року в місті Мерседес. Вихованець юнацьких команд футбольних клубів «Кон Лос Мізмос Колорес», «Данубіо» та «Пласа Колонія».
8 вересня 2022 року підписав свій перший професійний контракт з клубом «Пеньяроль» і дебютував за нього на професіональному рівні 19 вересня 2022 року, вийшовши на заміну на 84-й хвилині замість Браяна Лосано в матчі чемпіонату проти «Серріто» (3:1). Всього відіграв за команду з Монтевідео 25 матчів в національному чемпіонаті.
15 січня 2024 року перейшов на правах оренди до іспанського клубу «Реал Ов'єдо».

## Виступи за збірну
З 2022 року залучався до складу молодіжної збірної Уругваю, з якою виграв молодіжний чемпіонат світу 2023 року в Аргентині. На молодіжному рівні зіграв у 13 офіційних матчах.
У січні 2024 року його включили до складу олімпійської збірної Уругваю на Передолімпійський турнір КОНМЕБОЛ.

## Особисте життя
Його батько — українець, мати — італійка. У дитинстві сім'я жила дуже бідно, через що йому вже у підлітковому віці доводилося працювати, щоб здобути гроші собі на новий одяг.